# Poliția Republicii Moldova
Poliția Republicii Moldova (din 2013 – Inspectoratul General al Poliției, abreviat IGP) a fost creată la 13 septembrie 1990, după ce Guvernul Republicii Moldova a adoptat Hotărîrea nr. 321 „Cu privire la reforma organelor Ministerului Afacerilor Interne al RSS Moldovenești”, care prevedea crearea Departamentului Poliției și a secțiilor de poliție raionale. Astfel, locul miliției este ocupat de noile organe ale afacerilor interne, Poliția. La 18 decembrie 1990, Parlamentul Republicii Moldova a adoptat Legea cu privire la poliție.
Procesul de reformare a organelor afacerilor interne a continuat și pe parcursul ultimilor ani. În prezent Poliția Republicii Moldova este o instituție creată în slujba cetățeanului, instituție menită să apere valorile fundamentale ale societății: drepturile și libertățile cetățenești, proprietatea privată și publică, ordinea și liniștea publică.

## IGP

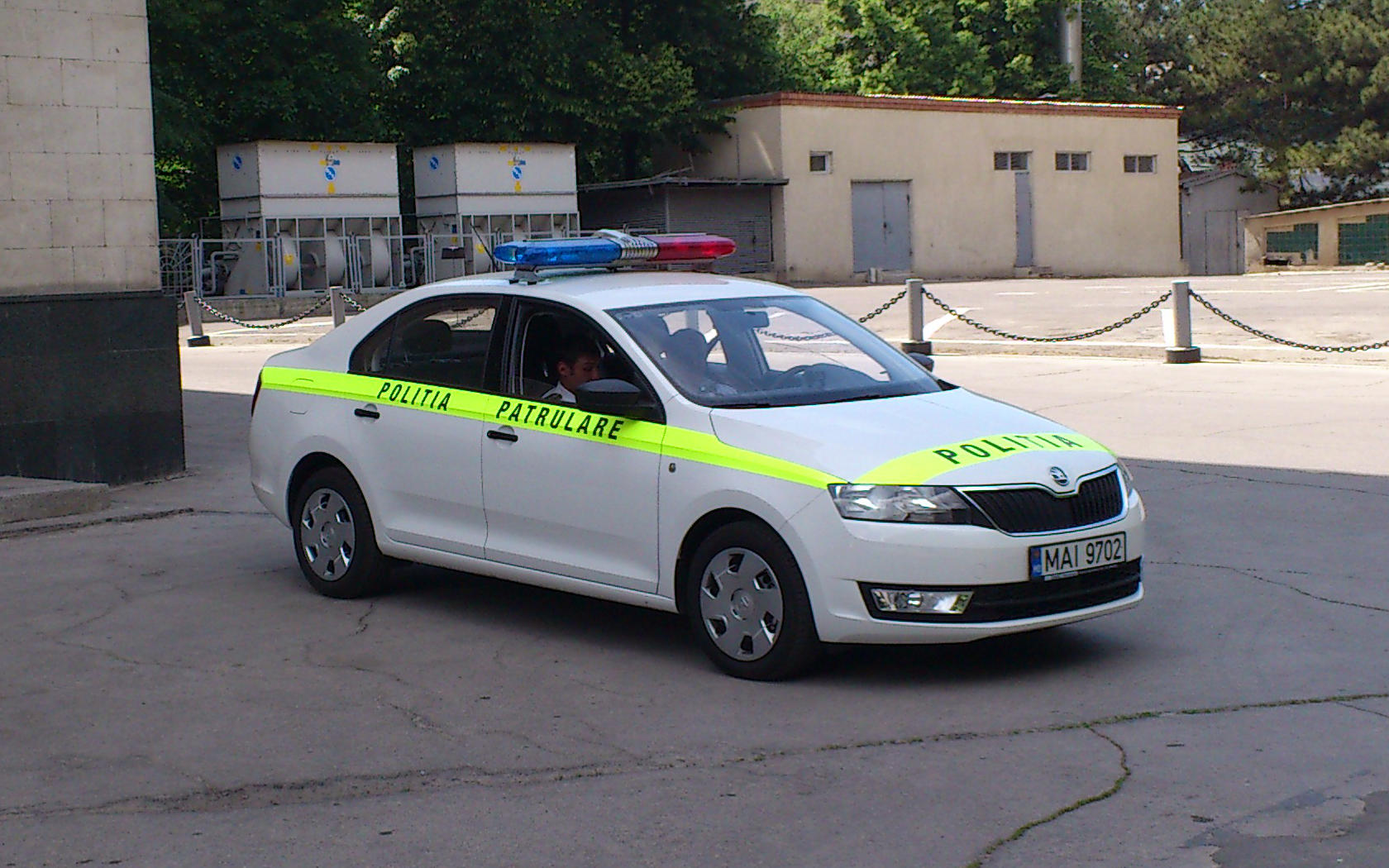
Autovehicul al Inspectoratului Național de Patrulare din cadrul IGP

La 27 decembrie 2012 a fost adoptată Legea nr. 320 „Cu privire la activitatea poliției și statutul polițistului”, care a intrat în vigoare pe data de 5 martie 2013. Prin noua lege a fost instituit Inspectoratul General al Poliției, ca unitate centrală de administrare și control a Poliției, cu statut de persoană juridică și cu competență pe tot teritoriul Republicii Moldova, aflat în subordinea Ministerului Afacerilor Interne.
La 24 aprilie 2013 prin Hotărîrea Guvernului nr. 284 a fost aprobată noua uniformă a Poliției. 
La 8 aprilie 2014 a fost aprobat Programul de Dezvoltare Strategică, un document de bază al Poliției, elaborat pentru o perioadă de 3 ani, care asigură prioritizarea diverselor obiective, reflectate în numeroasele documente de politici, precum și identifică lacunele în capacități și instrumentele/metodele pe care le va utiliza IGP.

## Subdiviziuni specializate
- Inspectoratul național de investigații
- Inspectoratul național de securitate publică
- Direcția protecția martorilor
- Brigada de poliție cu destinație specială „Fulger”
- Direcția generală urmărire penală
- Centrul tehnico-criminalistic și expertize judiciare
- Direcția cooperare polițienească internațională
- Direcția aprovizionare tehnico-materială
- Direcția interacțiune justiție
- Direcția chinologică

## Apelul de urgență
Poliția este parte componentă a Centrului Unic de Apel. În caz de urgență este apelat numărul unic 112, iar la fața locului, în funcție de complexitatea situației, intervin simultan salvatori, polițiști și medici.